# Видаль, Пейре
Пейре Видаль (окс. Peire Vidal; 1175—1205) — средневековый французский трубадур, родом из Тулузы. Согласно его виде, Пейре был сыном скорняка и имел красивый голос.
Пейре известен как неутомимый путешественник, побывавший даже в Венгрии и на Кипре. Служил при многих дворах в разных странах. Начал карьеру трубадура при дворе Раймона V Тулузского. Работал при дворе королей Альфонсо VIII и Альфонсо IX в Кастилии, Альфонса II в Арагоне. Возможно, сопровождал Ричарда Львиное Сердце в Третьем крестовом походе. До наших дней сохранились 45 его песен, двенадцать из которых с мелодиями.

## Биография
Так описывали биографию современники:

Пейре Видаль был родом из Тулузы. Он был сыном одного торговца мехами. И пел лучше всех в мире. Он был одним из самых сумасшедших людей на земле; ведь он верил, что все было создано ради его удовольствия и желаний. Ему больше всего нравилось сочинять песни, которые имели хорошую мелодию; он пел безумства о войнах, любви и о злословии. Рыцарь Сан Зили подрезал ему язык, так как он намекал на то, что он любовник его жены. Ук дель Баус вылечил его. И когда он был вылечен, он пошел за море. Оттуда он привез гречанку, которую ему дали в жены на Кипре. Пейре дал всем знать, что она была племянницей императора Константинополя, и поэтому Пейре должен по праву владеть империей.Все свои деньги он потратил на построение кораблей, с помощью которых намеревался завоевать себе империю. Он носил императорские знаки отличия и приказывал называть себя императором, а жену императрицей. Он любил каждую женщину, какую только видел и просил ее любви. Все они говорили ему, чтобы он делал и говорил все, что захочет. Поэтому он думал, что все его любят и что каждая умерла бы за него. Пейре всегда имел хороших лошадей, носил богатое оружие и императорские знаки отличия. Он думал, что он лучший в мире кавалер и любим всеми дамами. 

## Песни
- Cent cavaliers ai totz sols pres
- Cent domnas sai que cascuna-m volia
- Anc no mori
- De mots ricos no tem Peire Vidal

## Использование
5 песен трубадура послужили моделью для 9 контрафактных кантиг на галисийско-португальском языке трубадуров Пиренейского полуострова. При этом предполагается, что 4 из них исполнялись на мелодию песни Quant hom honratz torna en gran paubreira. Несмотря на определённые отличия, формальная структура одной из наиболее известных кантиг о любви португальского короля-трубадура Диниша I Quer'eu em maneira de proençal (B 520b, V 123) совпадает с построением песни Plus que.l paubres, quan jatz el ric ostal Пейре Видаля.